# 萬文英
萬文英（？—1646年），字仲實，號笃坤，江西南昌府南昌縣人，明末清初政治人物。同進士出身。

## 生平
天啓七年（1627年）丁卯科江西鄉試第九十七名舉人，崇禎七年（1634年），登甲戌科進士，兵部观政，六月授凤阳府推官，八年丁憂，革职。丙戌年（1646年）四月与巡抚都御史周定礽退保廣信府鉛山，城破殉难。

## 家族
曾祖萬天福，祖萬德卿，父萬大邦。